# Száhelugartyúk

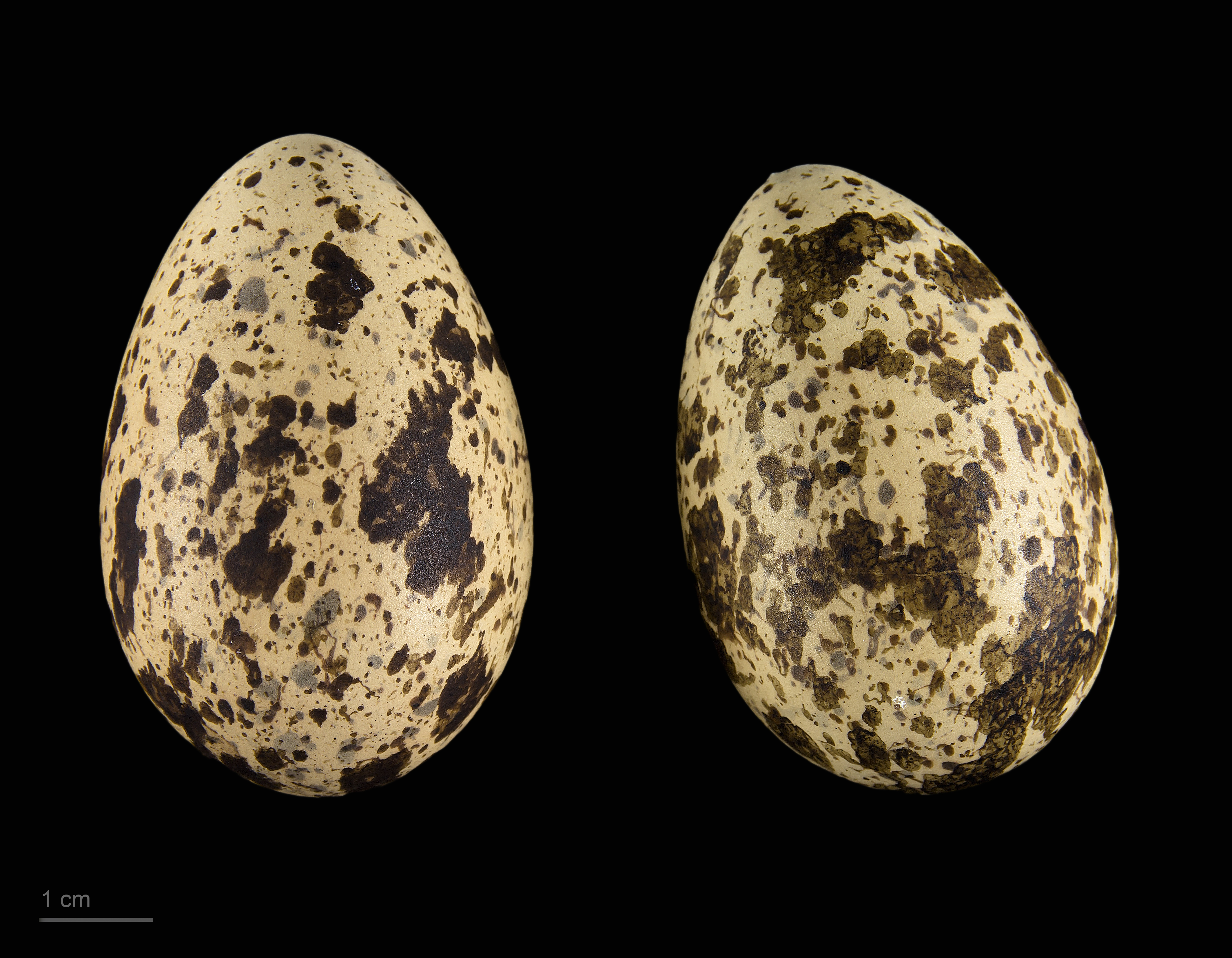
Burhinus senegalensis

A száhelugartyúk (Burhinus senegalensis) a madarak osztályának lilealakúak (Charadriiformes) rendjébe, ezen belül az ugartyúkfélék (Burhinidae) családjába tartozó faj.

## Előfordulása
Angola, Benin, Bissau-Guinea, Burkina Faso, Csád, Kamerun, a Közép-afrikai Köztársaság, a Kongói Demokratikus Köztársaság, Elefántcsontpart, Dzsibuti, Egyiptom, Etiópia, Gambia, Ghána, Guinea, Kenya, Libéria, Mali, Niger, Nigéria, Szenegál, Sierra Leone, Szudán, Togo és Uganda területén honos. Kóborlásai során eljut Szaúd-Arábiába is.

## Alfajai
- Burhinus senegalensis inornatus - Afrika keleti és északkeleti részén él
- Burhinus senegalensis senegalensis - Afrika nyugati része él